# Хёрт, Джон
Сэр Джон Ви́нсент Хёрт (англ. John Vincent Hurt; 22 января 1940, Честерфилд, Дербишир, Англия, Великобритания — 25 января 2017, Кромер, Норфолк, Англия, Великобритания) — английский актёр, четырёхкратный лауреат премии BAFTA, лауреат премии «Золотой глобус», и двухкратный номинант на «Оскар». Часто играл второстепенные роли эксцентричных персонажей, которые испытывают физические или душевные страдания. Рыцарь-бакалавр (2015) и командор ордена Британской империи (CBE, 2004). Также Хёрту принадлежит рекорд по количеству смертей в кинематографе: он умирал на экране 48-50 раз.
Наиболее известен по участию в фильмах «Полуночный экспресс», «1984», «Человек-слон», «Чужой», «Контакт», «Мертвец», «Хеллбой: Герой из пекла», «Хеллбой 2: Золотая армия», «Ключ от всех дверей», «V — значит вендетта», «Индиана Джонс и Королевство хрустального черепа», «Доктор Кто» и серии фильмов о Гарри Поттере.
Кейн, персонаж Хёрта в фильме «Чужой», был признан одним из самых запоминающихся персонажей в истории кинематографа.

## Биография
Родился в английском городе Честерфилд в семье Арнольда Герберта Хёрта (1904—1999) и Филлис Мэсси (1907—1975). Отец, математик по образованию, был викарием англиканской церкви в небольшом городке Шайрбрук на северо-востоке Дербишира, а когда сыну исполнилось пять лет, стал викарием церкви Святого Стефана в Вудвилле. Мать была инженером и начинающей актрисой.
Также у Хёрта был старший брат Майкл, принявший монашество с именем Ансельм и поселившийся в католическом аббатстве Гленстал, и приёмная сестра Моника.
Свою актёрскую карьеру начинал в театре. Внимание Голливуда он привлёк в 1966 году, сыграв в оскароносной драме «Человек на все времена». После этого актёр долгое время с успехом работал на телевидении.
Дважды номинировался на премию «Оскар» за роль Макса в фильме «Полуночный экспресс» (1978, премии «Золотой глобус» и BAFTA) и за роль Джона Меррика в линчевском «Человеке-слоне» (1980, премия BAFTA).

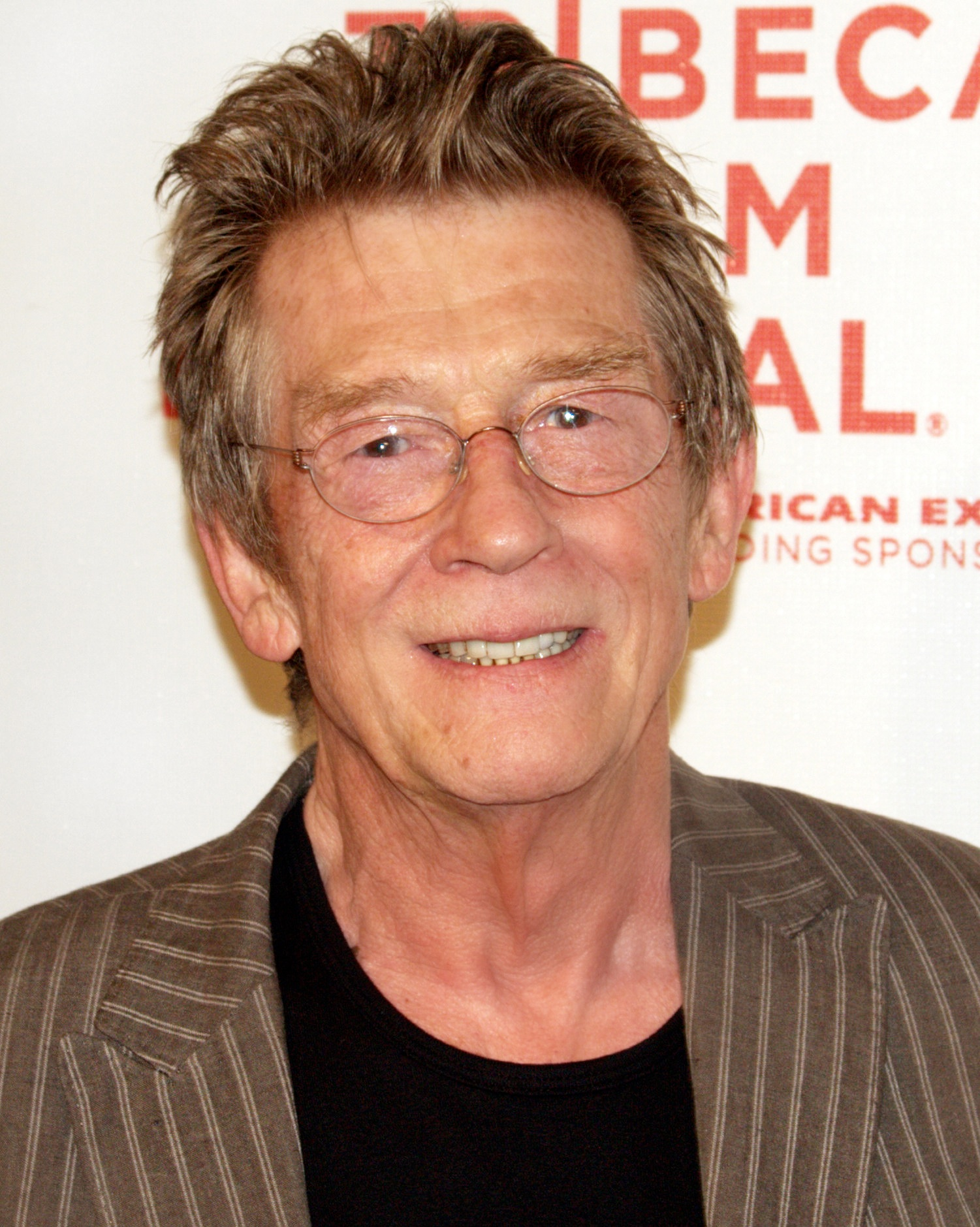
Хёрт на кинофестивале «Трайбека» 2009 года.

Широкой публике был также известен по ролям второго плана в фильмах «Чужой» (1979), «Гарри Поттер и философский камень» (2001), «Индиана Джонс и Королевство хрустального черепа» (2008), а также в первой и второй частях киноверсии романа «Гарри Поттер и Дары Смерти» (2010). В высокобюджетной экранизации антиутопии «1984» Джон исполнил роль Уинстона Смита.

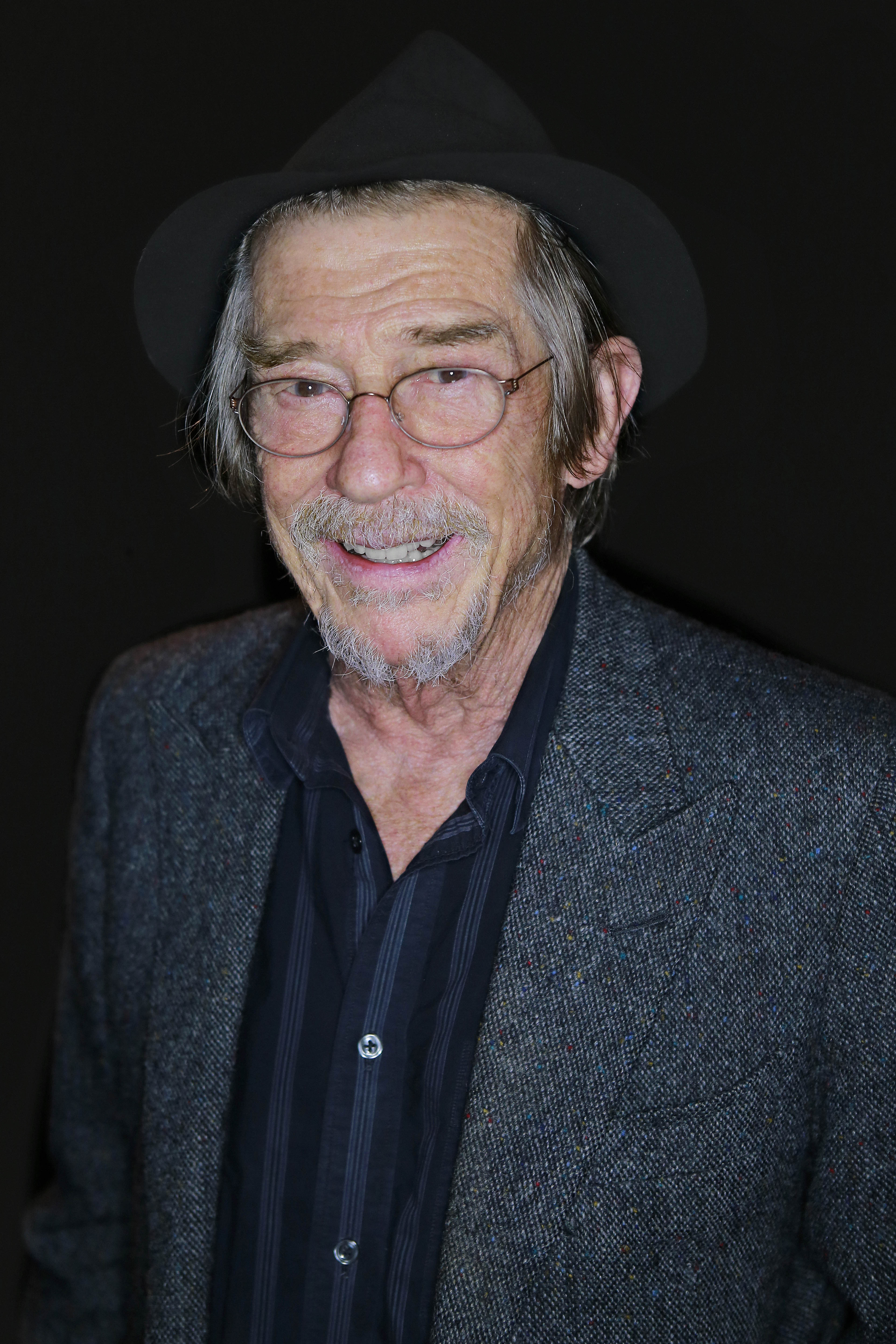
Хёрт в 2015 году.

В 2013 году актёр появился в популярном телесериале «Доктор Кто» в роли забытого воплощения главного героя, известного как Военный Доктор.
Персонажи Джона Хёрта очень часто умирали в фильмах — по некоторым данным ему, возможно, принадлежит рекорд по количеству экранных смертей (около 50). Сам Хёрт по этому поводу говорил: «Я умирал столькими потрясающими способами, и я помню, как это снималось. Думаю, все эти смерти промелькнут перед моими глазами, когда я вправду буду лежать на смертном одре».
В июне 2015 года было объявлено, что у актера диагностирована ранняя стадия рака поджелудочной железы, в этой связи он заявил, что во время прохождения лечения продолжит работать и что он и его врачи «более чем оптимистичны по поводу благополучного исхода». В октябре было объявлено, что лечение прошло успешно и Джон Хёрт победил болезнь.
Умер в своем доме в Кромере, Норфолк, 25 января 2017 года, через три дня после своего 77-летия. Тело покойного было кремировано.

## Личная жизнь
Был женат четыре раза, последняя жена — продюсер Анвен Рис-Майерс. От третьего брака с актрисой Джоан Далтон у Хёрта осталось двое сыновей: Александр и Николас.

## Роли в театре
- 1961 — «Буря» Уильяма Шекспира — Фердинанд — Vanbrugh Theatre (режиссёр Джон Фернальд)
- 1962 — «Домициан» Брайана Спинка — Vanbrugh Theatre (режиссёр Джон Фернальд)
- 1962 — «Детоубийство в доме Фреда Джинджера» Фреда Уотсона — New Arts Theatre (режиссёр Уильям Гэскилл)
- 1963 — «Гномы» Гарольда Пинтера — Лен — New Arts Theatre
- 1965 — «Недопустимая улика» Джона Осборна — Джонс — Театр Уиндема (режиссёр Энтони Пейдж)
- 1965—1966 — «Маленький Малкольм и его борьба с евнухами» Дэвида Холливелла — Малкольм Скрудайк — Gaiety Theatre, Garrick Theatre (режиссёр Патрик Дромгул)
- 1966 — Belcher's Luck Дэвида Мерсера — Виктор — Театр Олдвич (режиссёр Дэвид Джонс)
- 1973 — «Хулиган у двери» Джо Ортона — Уилсон — Soho Theatre (режиссёр Пол Джойс)
- 1973 — «Немой официант» Гарольда Пинтера — Бен — Soho Theatre (режиссёр Пол Джойс)
- 1974 — «Травести» Тома Стоппарда — Тристан Тцара — Театр Олдвич (режиссёр Питер Вуд)
- 1974 — «Арест» Жана Ануя — Молодой человек — Bristol Old Vic (режиссёр Вэл Мэй)
- 1978 — «Тень стрелка» Шона О’Кейси — Донал Даворен — Nottingham Playhouse (режиссёр Джон Маккензи)
- 1984—1985 — «Чайка» Антона Чехова — Тригорин — Lyric Theatre, Oxford Playhouse, Cambridge Arts Theatre, Королевский театр в Бате (режиссёр Чарльз Старридж)
- 1994 — «Месяц в деревне» Ивана Тургенева — Ракитин — Yvonne Arnaud Theatre, Albery Theatre (режиссёр Билл Брайден)
- 2000 — «Последняя лента Крэппа» Сэмюэла Беккета — Крэпп — New Ambassadors Theatre (режиссёр Робин Лефевр)
- 2005—2006 — «Герои» Тома Стоппарда (адаптация «Ветер шумит в тополях» Жеральда Сиблейраса) — Театр Уиндема

## Избранная фильмография
| Год       |    | Русское название                                | Оригинальное название                              | Роль                                      |
| --------- | -- | ----------------------------------------------- | -------------------------------------------------- | ----------------------------------------- |
| 1966      | ф  | Человек на все времена                          | A Man for All Seasons                              | Ричард Рич                                |
| 1969      | ф  | Перед тем, как наступит зима                    | Before Winter Comes                                | лейтенант Пилкингтон                      |
| 1969      | ф  | Грешный Дэви                                    | Sinful Davey                                       | Дэви Хаггарт                              |
| 1971      | ф  | Риллингтон Плейс, дом 10                        | 10 Rillington Place                                | Тимоти Эванс                              |
| 1975      | ф  | Голый чиновник                                  | The Naked Civil Servant                            | Квентин Крисп                             |
| 1976      | с  | Суини                                           | The Sweeney                                        | Тони Грей                                 |
| 1976      | с  | Я, Клавдий                                      | I, Claudius                                        | Калигула                                  |
| 1978      | ф  | Полуночный экспресс                             | Midnight Express                                   | Макс                                      |
| 1978      | мф | Властелин колец                                 | The Lord of the Rings                              | Арагорн                                   |
| 1979      | ф  | Чужой                                           | Alien                                              | Кейн                                      |
| 1980      | ф  | Человек-слон                                    | The Elephant Man                                   | Джозеф Меррик                             |
| 1980      | ф  | Врата рая                                       | Heaven's Gate                                      | Билли Ирвин                               |
| 1981      | ф  | Всемирная история, часть первая                 | History of the World, Part I                       | Иисус Христос                             |
| 1982      | ф  | Партнёры                                        | Partners                                           | Кервин                                    |
| 1983      | тф | Король Лир                                      | King Lear                                          | шут                                       |
| 1983      | ф  | Уикенд Остермана                                | The Osterman Weekend                               | Лоуренс Фассетт                           |
| 1983      | ф  | Чемпионы                                        | Champions                                          | Боб Чемпион                               |
| 1984      | ф  | 1984                                            | Nineteen Eighty-Four                               | Уинстон Смит                              |
| 1984      | ф  | Стукач                                          | The Hit                                            | Брэддок                                   |
| 1987      | ф  | Шквальный огонь                                 | From the Hip                                       | Дуглас Бенуа                              |
| 1987      | ф  | Космические яйца                                | Spaceballs                                         | Кейн                                      |
| 1987      | ф  | Ария                                            | Aria                                               | актёр (новелла «Паяцы»)                   |
| 1989      | ф  | Скандал                                         | Scandal                                            | Стивен Уорд                               |
| 1990      | ф  | Франкенштейн освобождённый                      | Frankenstein Unbound                               | доктор Джо Бьюкенан / рассказчик          |
| 1991      | ф  | Король Ральф                                    | King Ralph                                         | лорд Персиваль Грейвз                     |
| 1993      | ф  | Даже девушки-ковбои иногда грустят              | Even Cowgirls Get the Blues                        | герцогиня                                 |
| 1993      | ф  | Монолит                                         | Monolith                                           | Виллано                                   |
| 1994      | мф | Дюймовочка                                      | Thumbelina                                         | Крот                                      |
| 1995      | ф  | Роб Рой                                         | Rob Roy                                            | Джон Грэм, маркиз Монтроз                 |
| 1995      | ф  | Мертвец                                         | Dead Man                                           | Джон Сколфилд                             |
| 1995      | ф  | Дикий Билл                                      | Wild Bill                                          | Чарли Принс                               |
| 1997      | ф  | Любовь и смерть на Лонг-Айленде                 | Love and Death on Long Island                      | Джайлс Де'Ат                              |
| 1997      | ф  | Контакт                                         | Contact                                            | С.Р. Хэдден                               |
| 1998      | ф  | Смертельная нежность                            | Tender Loving Care                                 | доктор Сесил Тёрнер / doctor Cecil Turner |
| 1998      | ф  | Все маленькие животные                          | All the Little Animals                             | Мистер Саммерс / Mr. Summers              |
| 1999      | ф  | Плохие гены                                     | If... Dog... Rabbit...                             | отец Джонни Купера                        |
| 2001      | ф  | Выбор капитана Корелли                          | Captain Corelli's Mandolin                         | доктор Яннис                              |
| 2001      | ф  | Гарри Поттер и философский камень               | Harry Potter and the Philosopher's Stone           | мистер Олливандер                         |
| 2003      | ф  | Одержимый                                       | Owning Mahowny                                     | Виктор Фосс                               |
| 2003      | ф  | Догвилль                                        | Dogville                                           | рассказчик (озвучивание)                  |
| 2004      | ф  | Хеллбой: Герой из пекла                         | Hellboy                                            | профессор Тревор Брум                     |
| 2005      | ф  | Предложение                                     | The Proposition                                    | Джеллон Лэмб                              |
| 2005      | ф  | Отстреливая собак                               | Shooting Dogs                                      | Кристофер                                 |
| 2005      | ф  | Мандерлей                                       | Manderlay                                          | рассказчик (озвучивание)                  |
| 2005      | ф  | Ключ от всех дверей                             | The Skeleton Key                                   | Бен Девро                                 |
| 2006      | ф  | V — значит вендетта                             | V for Vendetta                                     | Адам Сатлер                               |
| 2007      | с  | Хроники будущего                                | Masters of Science Fiction                         | Сэмсвоуп                                  |
| 2008      | тф | Пересчёт                                        | Recount                                            | Уоррен Кристофер                          |
| 2008—2012 | с  | Мерлин                                          | Merlin                                             | Великий Дракон, Килгарра                  |
| 2008      | ф  | Викинги                                         | Outlander                                          | король Хротгар                            |
| 2008      | ф  | Убийства в Оксфорде                             | The Oxford Murders                                 | Артур Селдом                              |
| 2008      | ф  | Индиана Джонс и Королевство хрустального черепа | Indiana Jones and the Kingdom of the Crystal Skull | доктор Гарольд Оксли                      |
| 2008      | ф  | Хеллбой 2: Золотая армия                        | Hellboy II: The Golden Army                        | профессор Тревор Брум                     |
| 2009      | тф | Англичанин в Нью-Йорке                          | An Englishman in New York                          | Квентин Крисп                             |
| 2009      | ф  | Пределы контроля                                | The Limits of Control                              | человек с гитарой                         |
| 2009      | ф  | Нью-Йорк, я люблю тебя                          | New York, I Love You                               | официант                                  |
| 2009      | ф  | 44 дюйма                                        | 44 Inch Chest                                      |                                           |
| 2010      | ф  | Гарри Поттер и Дары Смерти: часть 1             | Harry Potter and the Deathly Hallows — Part 1      | мистер Олливандер                         |
| 2010      | ф  | Гарри Поттер и Дары Смерти: часть 2             | Harry Potter and the Deathly Hallows — Part 2      | мистер Олливандер                         |
| 2011      | ф  | Меланхолия                                      | Melancholia                                        | Декстер                                   |
| 2011      | ф  | Шпион, выйди вон!                               | Tinker Tailor Soldier Spy                          | Хозяин                                    |
| 2011      | ф  | Война богов: Бессмертные                        | Immortals                                          | Старый Зевс                               |
| 2012      | тф | Генрих V                                        | Henry V                                            | Хор                                       |
| 2012      | ф  | Лабиринт                                        | Labyrinth                                          | Одрик Бальярд                             |
| 2012      | ф  | Машина Джейн Мэнсфилд                           | Jayne Mansfield's Car                              | Кингсли Бедфорд                           |
| 2013      | с  | Доктор Кто                                      | Doctor Who                                         | Военный Доктор                            |
| 2013      | ф  | Выживут только любовники                        | Only Lovers Left Alive                             | Кристофер Марло                           |
| 2013      | ф  | Сквозь снег                                     | Snowpiercer                                        | Гиллиам                                   |
| 2014      | ф  | Геракл                                          | Hercules                                           | царь Фракии Котис                         |
| 2015      | с  | Последние пантеры                               | The Last Panthers                                  | Том Кендл                                 |
| 2015      | ки | Lego Dimensions                                 | Lego Dimensions                                    | Военный Доктор                            |
| 2016      | ф  | Тарзан. Легенда                                 | The Legend of Tarzan                               | профессор Архимед Портер                  |
| 2017      | ф  | Дамасское укрытие                               | Damascus Cover                                     | Мики                                      |

## Награды и номинации

### Награды
- 1976 — Премия BAFTA TV — лучшая мужская роль, за телефильм «Обнажённый служитель общества»
- 1979 — Премия «Золотой глобус» — лучшая мужская роль второго плана, за фильм «Полуночный экспресс»
- 1979 — Премия BAFTA — лучшая мужская роль второго плана, за фильм «Полуночный экспресс»
- 1981 — Премия BAFTA — лучшая мужская роль, за фильм «Человек-слон»
- 2012 — Премия BAFTA — за выдающийся вклад в британское кино

### Номинации
- 1972 — Премия BAFTA — лучшая мужская роль второго плана, за фильм «Риллингтон Плейс, дом 10»
- 1979 — Премия «Оскар» — лучшая мужская роль второго плана, за фильм «Полуночный экспресс»
- 1980 — Премия BAFTA — лучшая мужская роль второго плана, за фильм «Чужой»
- 1981 — Премия «Оскар» — лучшая мужская роль, за фильм «Человек-слон»
- 1981 — Премия «Золотой глобус» — лучшая мужская роль в драме, за фильм «Человек-слон»
- 1991 — Премия BAFTA — лучшая мужская роль второго плана, за фильм «Поле»
- 2010 — Премия BAFTA TV — лучшая мужская роль, за фильм «Англичанин в Нью-Йорке»